# Calotta (associazione militare)
La calotta nasce in Francia nel 1702 come associazione di tipo burlesco ad opera di cortigiani e giovani ufficiali per reagire al senso di tristezza che domina la corte e la società di Versailles. Prende il nome dal particolare tipo di copricapo (tipo papalina) indossato dal capo durante le riunioni. Verso la fine del XVIII secolo la calotta diventa prettamente militare ed è una specie di consiglio dei tenenti più anziani di ogni reggimento per giudicare il contegno dei subalterni. Questa specie di tribunale per questioni d'onore (senza carattere legale) cessa con l'avvento della Rivoluzione francese .

## La calotta in Italia
Anche nell'esercito piemontese, e più tardi in quello italiano, si introduce questo sistema allo scopo di mantenere segrete le questioni riguardanti gli ufficiali subalterni e riflettenti la condotta privata ed i fatti d’onore.  Con questa procedura si mantiene una rigorosa vigilanza da parte dei subalterni più anziani sui più giovani, allo scopo di evitare o prevenire misure disciplinari e penali che potrebbero compromettere la carriera dell'ufficiale o la dignità del Corpo.

## Il capo calotta
Il più anziano dei subalterni viene denominato capo calotta. Il capo calotta ha facoltà d'intervenire ed è autorizzato a conferire direttamente con il comandante di reggimento. È precipuo compito dei Comandanti dei corpi presso i quali è istituita la calotta vigilare affinché le manifestazioni goliardiche della calotta siano nei limiti dell'accettabile e nel rispetto delle tradizioni. Particolare attenzione va riservata alle modalità di ingresso di subalterni di sesso femminile nella calotta.
I Tenenti con incarico di comandante di compagnia sono esclusi dalla partecipazione alla calotta dovendo esercitare funzioni di comando e disciplinari nei confronti dei subalterni  dipendenti, incompatibili con lo spirito goliardico della calotta.
Più recentemente, della calotta facevano parte solo i subalterni (Sottotenenti e Tenenti) celibi/nubili accasermati, detti calottini, il meno anziano dei quali è denominato verme di calotta. Invece, il più anziano dei sottotenenti è denominato capo cornetta cui spetta riunire tutti i calottini a richiesta del capo calotta.
Infatti, nei circoli ufficiali, in una bacheca o vetrinetta è sempre conservata la calottina e la mantellina del capo calotta ed una tromba chiamata appunto cornetta.